# Ranunculus nephelogenes
Ranunculus nephelogenes là một loài thực vật có hoa trong họ Mao lương. Loài này được Edgew. miêu tả khoa học đầu tiên năm 1846.